# Лагенж-Ресту
Лаге́нж-Ресту́ (фр. Laguinge-Restoue) — коммуна во Франции, находится в регионе Аквитания. Департамент — Атлантические Пиренеи. Входит в состав кантона Монтань-Баск. Округ коммуны — Олорон-Сент-Мари.
Код INSEE коммуны — 64303.

## География

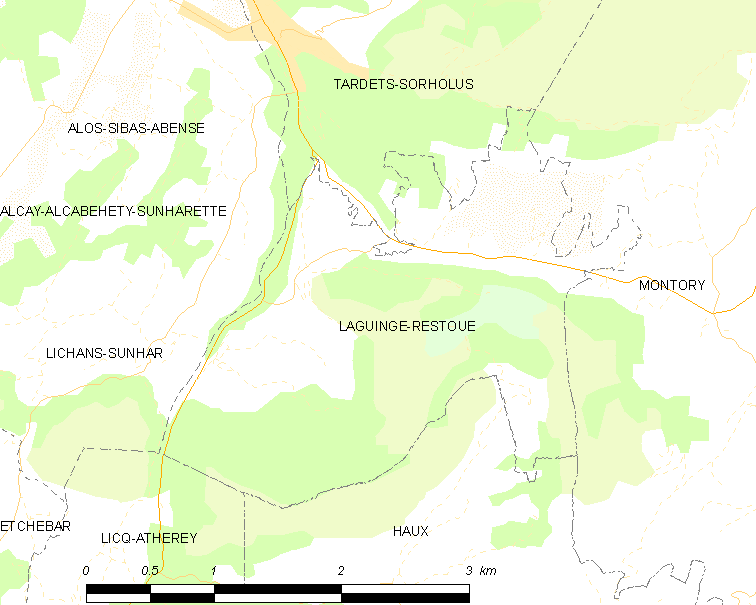
Карта коммуны

Коммуна расположена приблизительно в 690 км к югу от Парижа, в 195 км южнее Бордо, в 50 км к юго-западу от По.
На западе коммуны протекает река Сезон.

### Климат
Климат тёплый океанический. Зима мягкая, средняя температура января — от +5°С до +13°С, температуры ниже −10 °C бывают редко. Снег выпадает около 15 дней в году с ноября по апрель. Максимальная температура летом порядка 20-30 °C, выше 35 °C бывает очень редко. Количество осадков высокое, порядка 1100 мм в год. Характерна безветренная погода, сильные ветры очень редки.

## Население
Население коммуны на 2010 год составляло 174 человека.
| 1962 | 1968 | 1975 | 1982 | 1990 | 1999 | 2010 |
| ---- | ---- | ---- | ---- | ---- | ---- | ---- |
| 216  | 217  | 206  | 171  | 181  | 149  | 174  |

## Администрация
| Период | Период | Фамилия         | Партия | Примечания |
| ------ | ------ | --------------- | ------ | ---------- |
| 1995   | 2001   | Жозеф Эспрабенс |        |            |
| 2001   | 2020   | Рюбан Гомес     |        |            |

## Экономика
В 2010 году среди 106 человек трудоспособного возраста (15-64 лет) 82 были экономически активными, 24 — неактивными (показатель активности — 77,4 %, в 1999 году было 74,4 %). Из 82 активных жителей работали 78 человек (43 мужчины и 35 женщин), безработных было 4 (2 мужчин и 2 женщины). Среди 24 неактивных 9 человек были учениками или студентами, 9 — пенсионерами, 6 были неактивными по другим причинам.

## Фотогалерея

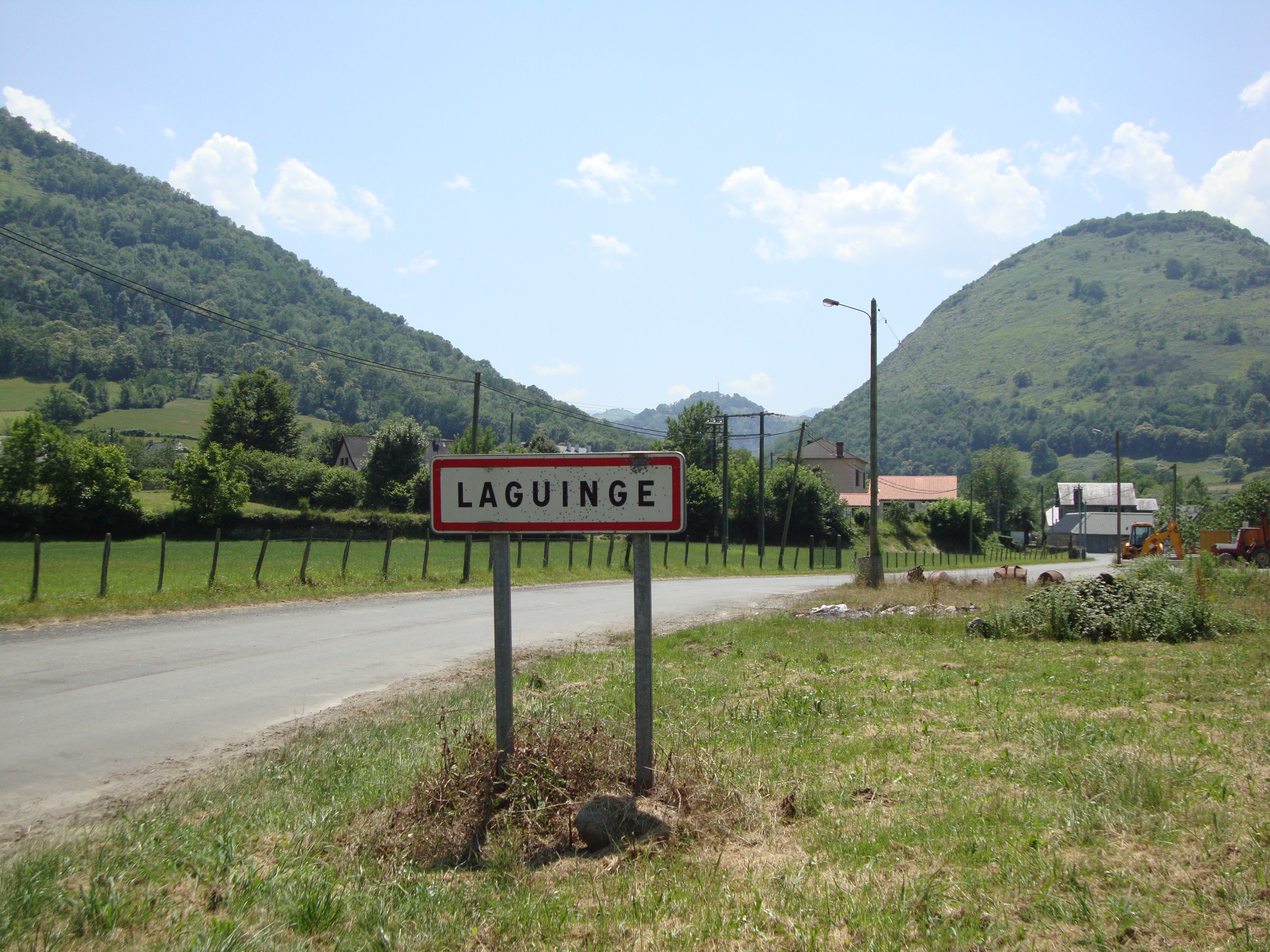
Въезд в Лагенж
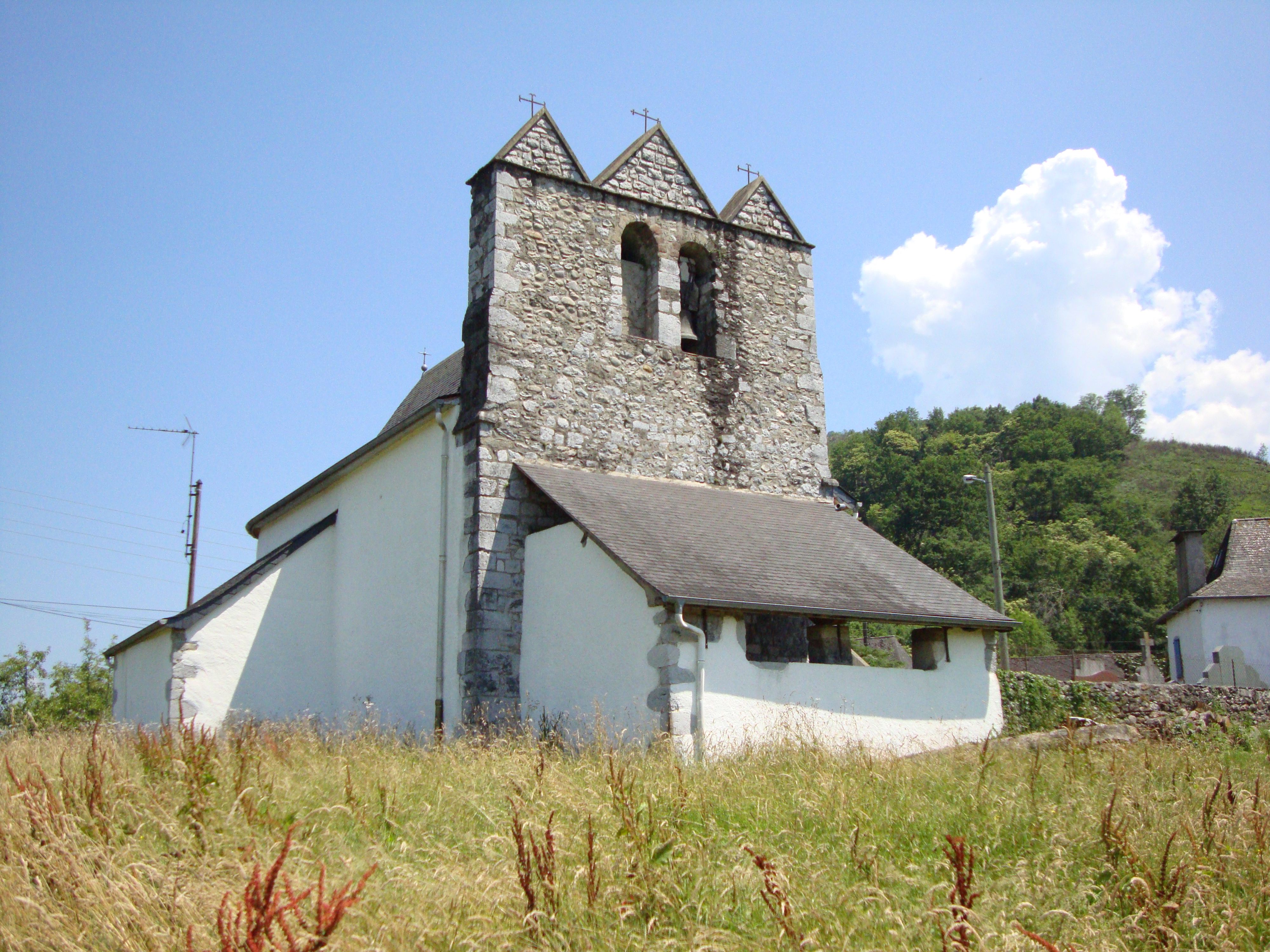
Тринитариатская церковь
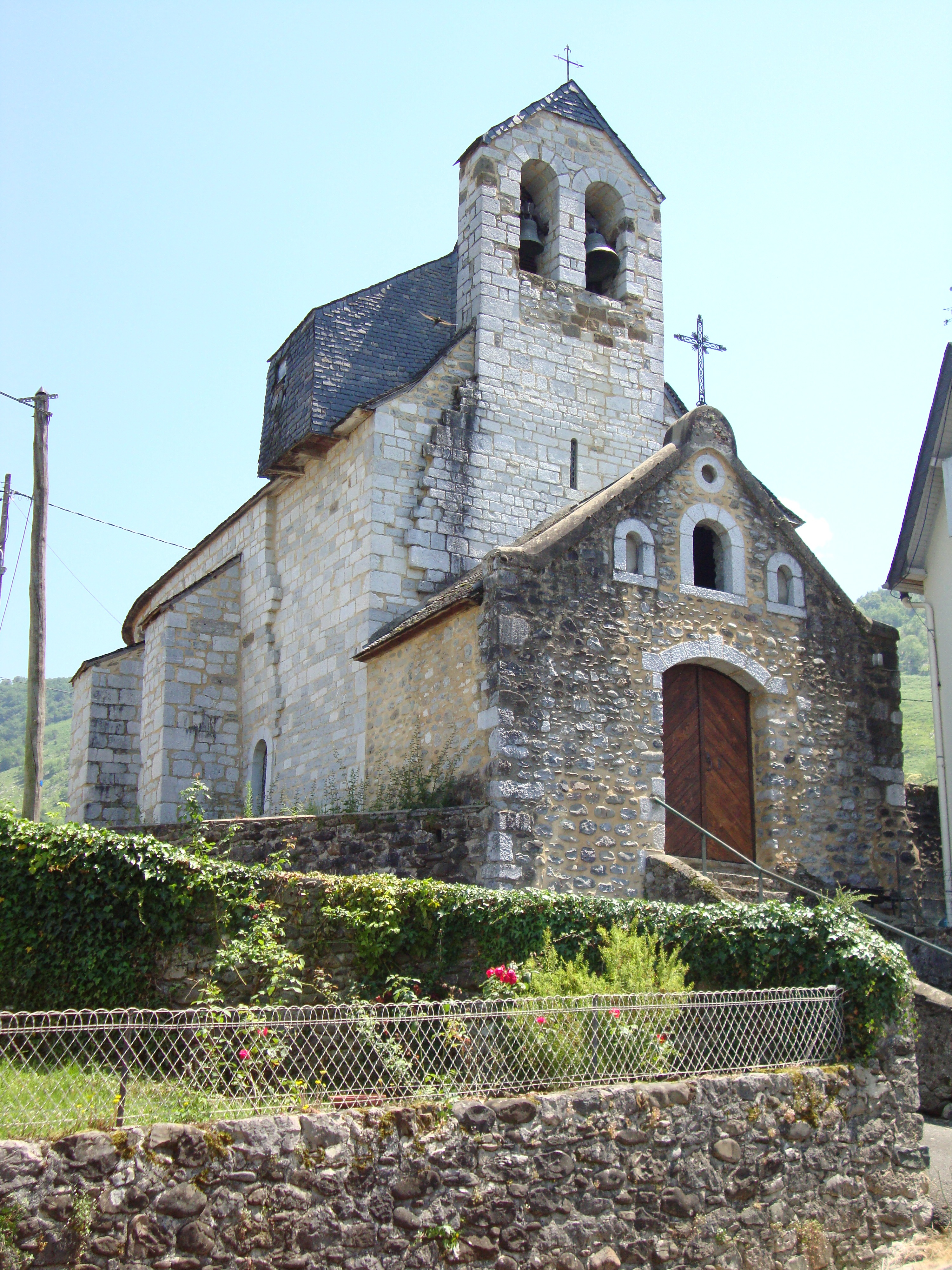
Церковь Св. Себастьяна
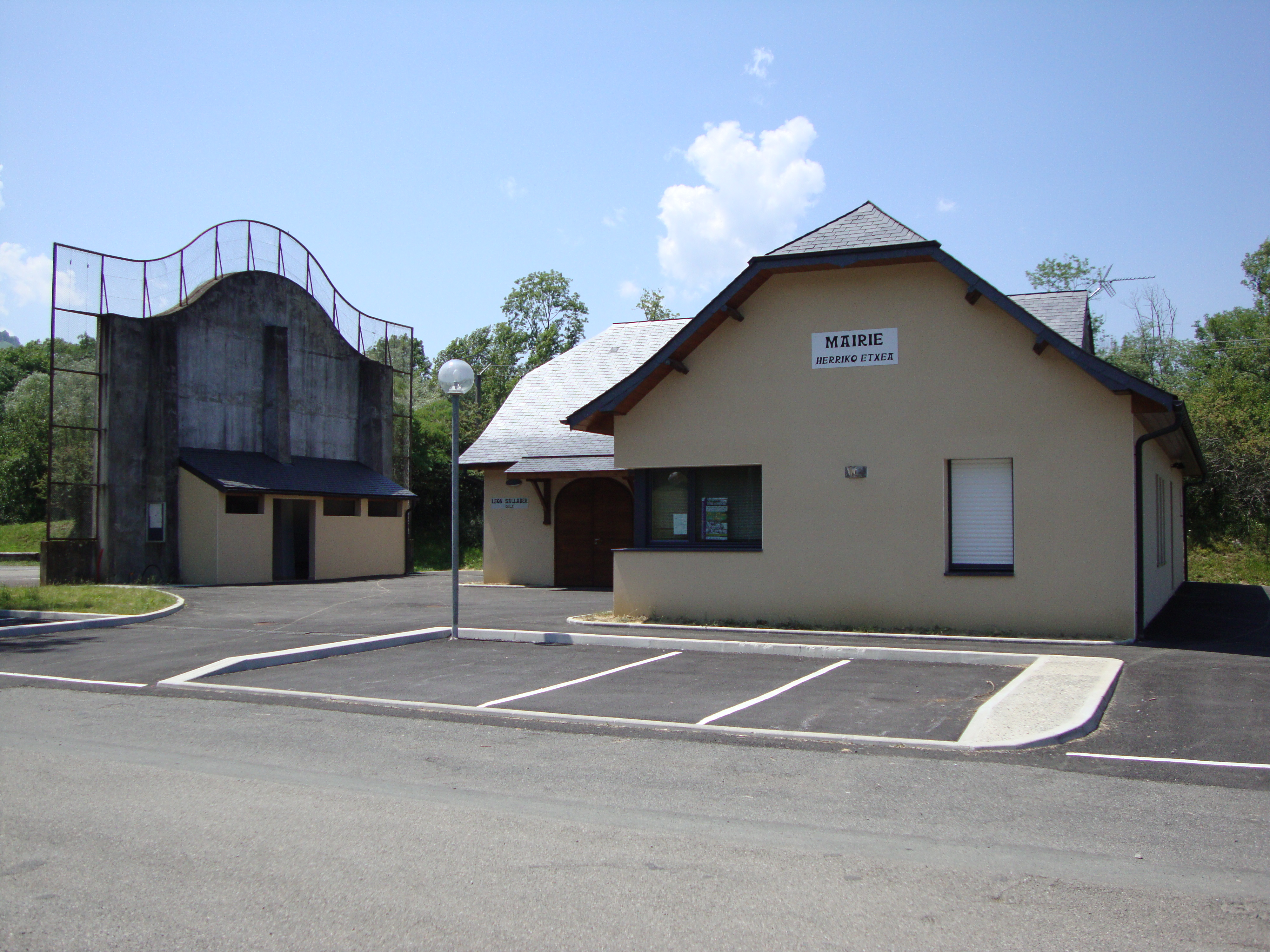
Мэрия и фронтон (площадка для игры в пелоту)
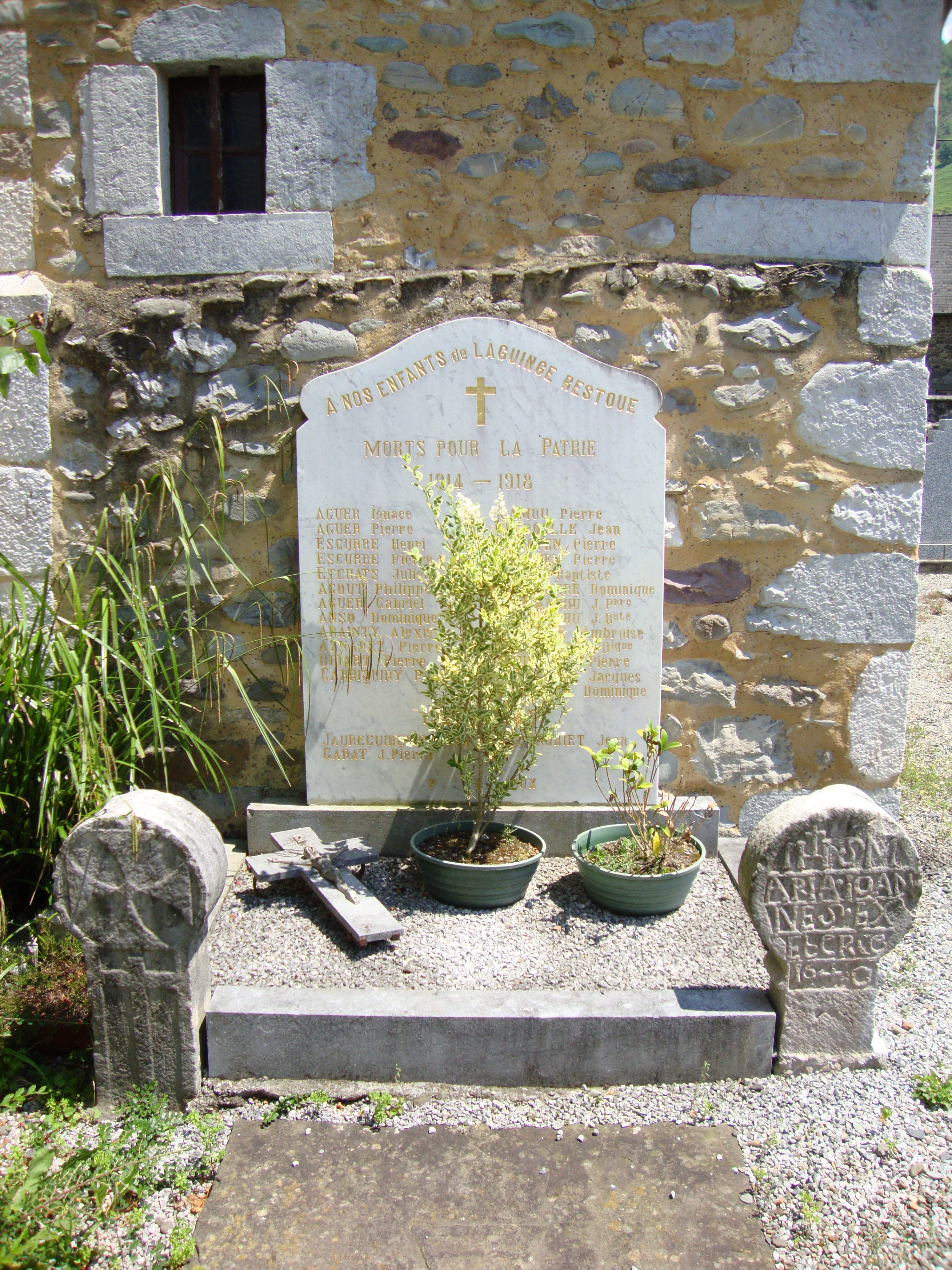
Военный мемориал
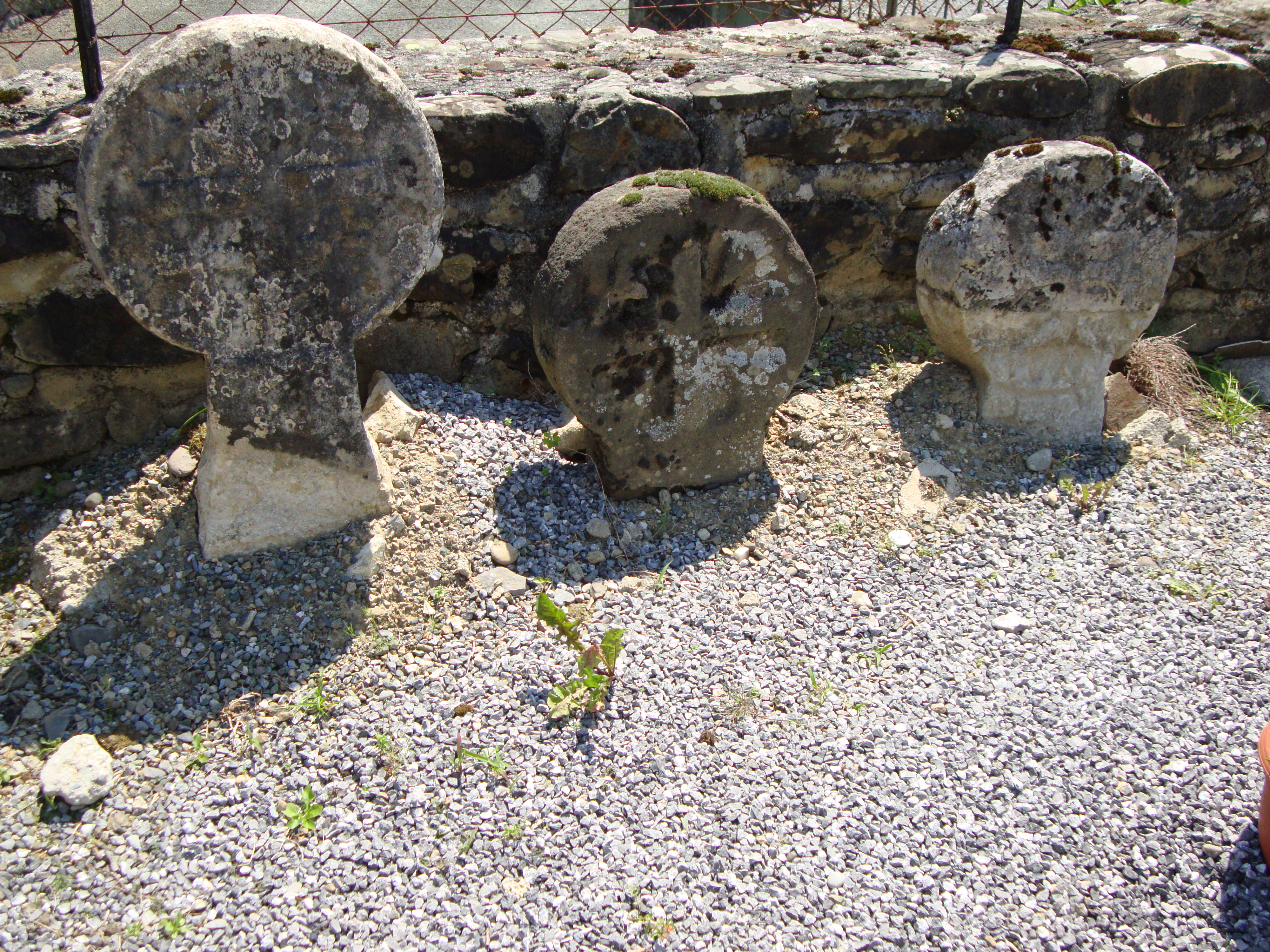
Баскские стелы